# Museo d'arte sacra della diocesi di Grosseto
Il museo d'arte sacra della diocesi di Grosseto è un museo situato nel centro storico di Grosseto, in piazza Baccarini, allestito congiuntamente al museo archeologico e d'arte della Maremma.

## Storia
La questione per la realizzazione a Grosseto di un museo di arte sacra fu esaminata per la prima volta nell'adunanza del capitolo della cattedrale il 30 giugno 1928, caldeggiata da monsignor Antonio Cappelli, ma solo tre anni dopo fu presentato un progetto per ricavare i locali del museo all'interno della sacrestia del duomo. Il progetto definitivo fu approvato nel 1932, e di fronte ad una spesa di circa 40.000 lire, Cappelli dichiarò di essere disposto ad accollarsi parte delle spese. L'inaugurazione ufficiale avvenne il 9 agosto 1933, in occasione del patrono San Lorenzo e del settimo centenario della visita di papa Innocenzo II a Grosseto, alla presenza del vescovo Paolo Galeazzi e dell'arcivescovo Gustavo Matteoni. Tuttavia, alla morte del Cappelli nel 1939, il museo fu chiuso e per anni nessuno si curò più della questione. Il 29 novembre 1943 venne danneggiato dalle incursioni aeree degli Alleati, e le opere qui conservate furono spostate in parte a Siena, in parte a Istia d'Ombrone, dove furono custodite dal parroco don Omero Mugnaini. Il museo diocesano riaprì nel 1961 nella vecchia sede, in seguito temporaneamente chiuso e nel 1975 fu nuovamente inaugurato presso il palazzo dell'ex Tribunale, attuale sede, in un allestimento congiunto al museo archeologico e d'arte della Maremma sotto la direzione di Aldo Mazzolai. L'attuale esposizione è del 21 marzo 1999, mentre dal 2004 è inserito nella rete museale provinciale Musei di Maremma.

## Edificio
L'edificio in cui sono ospitati i due musei – museo d'arte sacra della diocesi di Grosseto e museo archeologico e d'arte della Maremma – risale alla seconda metà del XIX secolo ed è stato costruito su un preesistente edificio medievale. Adibito a sede del tribunale di Grosseto fino al 1964, ospita i due musei dal 1975. Il palazzo è stato restaurato tra il 1992 e il 1999.

## Sale espositive
Il museo d'arte sacra lo si può considerare come un museo in un museo: occupa infatti la quarta sezione del museo archeologico e d'arte della Maremma ed è costituito dalle sale dalla numero 24 alla numero 34. Il percorso espositivo inizia con la collezione di monsignor Antonio Cappelli, per poi continuare con le opere dal XIII al XX secolo provenienti in buona parte dal duomo di Grosseto, ma anche da varie località del territorio diocesano. Alcuni pezzi provengono dal vecchio museo civico di Grosseto fondato nel 1860.
Sale 24-26
Le prime tre sale del museo diocesano (24, 25 e 26/1) conservano al loro interno le opere che provengono dalla collezione Cappelli. La prima opera che si incontra è un ritratto del Cappelli realizzato da Antonio Salvetti nel 1929, unica immagine che ci resta del religioso, qui dipinto all'età di sessantuno anni all'interno della cattedrale: il canonico indossa l'abito corale, con la cappa magna rivestita di ermellino sopra la cotta bianca con bordo di pizzo. Tra le opere più interessanti di questa collezione sono da ricordare una Crocifissione con la Madonna, i santi Gerolamo, Andrea e Francesco e il donatore Francesco Maria Piccolomini (1583) di Alessandro Casolani, proveniente dal Palazzo Piccolomini Patrizi di Siena; frammenti di una tavola d'altare del XV secolo raffiguranti sant'Antonio abate e san Gerolamo, quest'ultimo possibile opera di Sano di Pietro; una tela con santa Cecilia, opera di Bernardino Mei della metà del XVII secolo; un san Pio V (1712) di Luigi Garzi.
Di seguito le opere complete custodite in questa prima sezione:
1. Piviale, manifattura italiana, taffetas di seta, fine XIX secolo.
2. Due pianete, manifattura italiana, taffetas di seta, XIX secolo.
3. Ritratto di monsignor Antonio Cappelli, Antonio Salvetti, olio su tela, 1929.
4. Madonna col Bambino, legno intagliato e dipinto, XV secolo.
5. Crocifissione con la Madonna, i santi Gerolamo, Andrea e Francesco e il donatore Francesco Maria Piccolomini, Alessandro Casolani, olio su tela, 1583.
6. Santo diacono, legno intagliato e dipinto, XVI-XVII secolo.
7. Sant'Agostino, legno intagliato e dipinto, XVII secolo.
8. Sant'Antonio abate, Sano di Pietro, e san Gerolamo, Maestro dell'Osservanza, tempera su tela, XV secolo.
9. Cristo deriso (ecce homo), olio su tela, fine XVI secolo.
10. Reliquiario a cofanetto, maniera della bottega degli Embriachi, legno e osso, XIX secolo.
11. Coppia di angeli portacandelabro, legno intagliato e dipinto, XVI-XVII secolo.
12. Cristo che benedice il pane, olio su tela, prima metà del XVII secolo.
13. San Gerolamo penitente, olio su tela, XVI secolo.
14. San Gerolamo penitente, olio su rame, XVII secolo.
15. San Gerolamo sorretto da un angelo, Astolfo Petrazzi, olio su tela, metà del XVII secolo.
16. Santa Cecilia, Bernardino Mei, olio su tela, metà del XVII secolo.
17. Adorazione dei pastori, olio su tela, seconda metà del XVII secolo.
18. San Pio V, Luigi Garzi, olio su tela, 1712.
19. Rebecca al pozzo, scuola bolognese, olio su tela, XVII secolo.
20. Agar e Ismaele, scuola bolognese, olio su tela, XVII secolo.
21. Madonna addolorata, cartapesta dipinta, XVII-XVIII secolo.
22. Cristo flagellato, olio su tela, seconda metà del XVII secolo.
23. Adorazione dei pastori, olio su tela, XVIII secolo.
24. Madonna col Bambino e san Giovanni, olio su tavola, XVIII-XIX secolo.
25. Madonna col Bambino, olio su tavola, XVI secolo.
26. Epifania, olio su tavola, XVIII-XIX secolo.
27. San Lorenzo, olio su tela, inizi XIX secolo.

Sale 26-29
Le sale dalla numero 26/2 alla numero 29 espongono una collezione di varie opere pittoriche e scultoree dal XIII al XVIII secolo, tra cui interessanti dipinti della pittura medievale. I principali pezzi di questa sezione sono, senza dubbio, il Giudizio finale di Guido da Siena, proveniente dalla chiesa della Misericordia di Grosseto, databile intorno al 1280 circa, e la celebre Madonna delle ciliegie del Sassetta, proveniente dalla cattedrale di San Lorenzo e databile tra il 1440 e il 1450, tra le opere d'arte più amate dalla cittadinanza grossetana. Tra i dipinti successivi, sono da ricordare la Madonna in gloria con i santi Rocco, Lorenzo, Sebastiano e Cipriano, e veduta della città di Grosseto (1630) di Ilario Casolani, proveniente dal duomo, e la Madonna del Carmine con sant'Antonio, Elia profeta e i santi Francesco, Biagio e Rocco (1648) di Giacinto Gimignani.
Di seguito l'elenco completo delle opere custodite in questa seconda sezione del museo:
1. Gesù Bambino, legno intagliato e dipinto, XIV secolo.
2. Giudizio finale, Guido da Siena, tempera su tavola, 1280 circa.
3. Madonna in trono col Bambino, Bartolomeo Bulgarini, tempera su tavola, 1370 circa.
4. San Michele arcangelo, Ugolino di Nerio, tempera su tavola, XIV secolo.
5. Madonna con Bambino, bottega di Simone Martini, tempera su tavola, XIV secolo.
6. Crocifissione, tempera su tavola, XIV secolo.
7. Madonna col Bambino, Giovanni di Nicola, tempera su tavola, metà del XIV secolo.
8. Madonna col Bambino, tempera su tavola, XIV-XV secolo.
9. Madonna col Bambino in trono, tempera su tavola, fine del XIV secolo.
10. Formella con testa di vecchio, Agostino di Giovanni, marmo scolpito, 1320-1330.
11. Formella con testa di giovane, Agostino di Giovanni, marmo scolpito, 1320-1330.
12. Testa ritratto maschile, marmo, XV secolo.
13. Iscrizione frammentaria, marmo, XIV secolo.
14. Formella con elemento decorativo a pigna, marmo, XIV secolo.
15. Sant'Andrea, bottega del Vecchietta, legno intagliato e dipinto, XV secolo.
16. Crocifisso, legno intagliato e dipinto, inizi del XV secolo.
17. Busto di san Giuseppe e busto della Madonna, legno intagliato e dipinto, inizi del XVI secolo.
18. Madonna col Bambino, Sano di Pietro e bottega, tempera su tavola, seconda metà del XV secolo.
19. Madonna delle ciliegie, Sassetta, tempera su tavola, 1440-1450.
20. Pietà con i santi Crescenzio e Rocco, Pietro di Domenico, olio su tavola, fine del XV secolo.
21. Cristo in Pietà, Andrea di Niccolò, tempera su tavola, fine del XV secolo.
22. Madonna col Bambino e sant'Onofrio, tempera su tavola, XV secolo.
23. Madonna col Bambino e san Giovannino, tempera su tavola, XV secolo.
24. Madonna col Bambino, la Maddalena e san Gerolamo, bottega di Neroccio di Bartolomeo Landi, stucco e tempera su tavola, fine del XV secolo.
25. Madonna col Bambino, san Gerolamo e san Bernardino, Girolamo di Benvenuto, tempera su tavola, inizi XVI secolo.
26. Madonna col Bambino, santa Caterina da Siena e santa Caterina d'Alessandria, olio su tavola, inizi XVI secolo.
27. Madonna col Bambino, scultore pisano, legno intagliato e dipinto, XVI-XVII secolo.
28. San Francesco, legno intagliato e dipinto, XVI secolo.
29. San Francesco, legno intagliato e dipinto, XVI-XVII secolo.
30. Bacile, rame sbalzato e inciso, fine XVI secolo.
31. Croce dipinta, Lorenzo di Cristofano Rustici, olio su tavola, 1627.
32. San Francesco, la Madonna fra angeli e cherubini, Cristo in pietà e il beato Gherardo da Villamagna, Bartolomeo Neroni detto il Riccio, olio su tavola, metà XVI secolo.
33. Busto di Cristo, terracotta, seconda metà del XVII secolo.
34. Madonna del sacco, olio su tavola, XVII-XVIII secolo.
35. Madonna col Bambino, santa Caterina da Siena e santa Lucia, tempera su tavola, XVI secolo.
36. Matrimonio mistico di santa Caterina d'Alessandria, Giovan Battista Paggi, olio su tela, XVI secolo.
37. Madonna in gloria con i santi Rocco, Lorenzo, Sebastiano e Cipriano, e veduta della città di Grosseto, Ilario Casolani, olio su tela, 1630.
38. Madonna col Bambino, san Carlo e santa Caterina d'Alessandria, bottega di Sebastiano Folli, olio su tela, prima metà del XVII secolo.
39. Testa di sant'Anastasio, olio su tela, XVI-XVII secolo.
40. Martirio di santo Stefano, olio su tela, XVI secolo.
41. Il ritrovamento della tazza nel sacco di Beniamino, Luciano Borzone, olio su tela, XVII secolo.
42. Coppia di angeli portacandelabro, legno intagliato e dipinto, XVII secolo.
43. Dio Padre benedicente, Tommaso Redi, marmo scolpito, 1648-1649.
44. Cristo risorto, Giovanni Antonio Mazzuoli, marmo scolpito e dorato, 1692.
45. Angelo, Bartolomeo Mazzuoli, marmo scolpito, 1708-1709.
46. Cherubini, Giovanni Antonio Mazzuoli, marmo scolpito, 1708-1709.
47. San Giovanni Battista nel deserto/testa di san Giovanni Battista/Cristo in pietà/la Madonna con quattro confratelli, olio su tela, XVIII secolo.
48. Santa Chiara/San Francesco, legno intagliato entro cornici lignee dorate, XVII-XVIII secolo.
49. Mortaio, Tommaso Redi, bronzo, 1637.
50. Madonna assunta, marmo scolpito, XVII-XVIII secolo.
51. Isacco benedice Giacobbe, olio su tela, XVII secolo.
52. Coppia di angeli portacantelabro, legno intagliato e dipinto, XVIII secolo.
53. Calze, manifattura italiana, gros de Tours liserè di seta laminato in rame dorato, taffetas, XIX secolo.
54. Mitria, manifattura italiana, teletta d'argento ricamata in oro, argento e decorata con pietre semipreziose, oro e perline orientali, XIX secolo.
55. Mitria, manifattura toscana, raso di seta ricamato in oro e seta, metà XVIII secolo.
56. Santa Caterina/Cristo in Pietà/San Michele arcangelo/la Madonna con quattro confratelli, testate di bara, tempera su tavola, XVII-XVIII secolo.
57. Madonna del Carmine con sant'Antonio, Elia profeta e i santi Francesco, Biagio e Rocco, Giacinto Gimignani, olio su tela, 1648.
58. Crocifissione, olio su tavola, XVIII secolo.
59. Reliquiario a busto, legno intagliato e dipinto, 1612.
60. Sant'Antonio da Padova col Bambino, legno intagliato e dipinto, XVII secolo.
61. Coppia di reliquiari a braccio, legno intagliato e dorato, XVII secolo.
62. San Giuseppe, legno intagliato e dipinto, XVII-XVIII secolo.
63. Epifania, olio su tavola, XVIII secolo.
64. Sacra Famiglia, olio su tavola, XVIII secolo.
65. Madonna col Bambino, olio su tavola, XVIII secolo.
66. Cristo battezzato, legno intagliato e dipinto, XVII-XVIII secolo.
67. Reliquiario a ostensorio, legno intagliato e decorato, XVII-XVIII secolo.

Sale 30-34
Le ultime cinque sale del museo diocesano (30, 31, 32, 33, 34) raccolgono ed espongono al visitatore vari arredi liturgici e paramenti sacri, provenienti in buona parte dalla cattedrale di San Lorenzo, ma anche dalla chiesa di San Pietro e dalle chiese di Campagnatico, Istia d'Ombrone e Sticciano. Tra le opere qui conservate si ricordano un interessante reliquiario di San Lorenzo in rame dorato del XIV secolo, ed una pisside del 1370-1380, firmata da Andrea del Maestro Michele; un copricalice con ostensorio e due figure di beati dell'Ordine dei Gesuiti del XVI secolo; altri oggetti come pianete, stole, calici, navicelle portaincenso, turiboli, coppe, pissidi e sportelli di tabernacoli decorati. Tra i pezzi di maggior rilievo vi sono un calice e una patena in argento dorato di Jean Baptiste Famechon, del 1811-1813, donato a monsignor Fabrizio Selvi da Napoleone I, un reliquiario del velo della Madonna (1817) di Giuseppe Coppini, ed una interessante collezione di libri e corali antichi.